# بوکیت لوموت بالای
بوکیت لوموت بالای (به لاتین: Bukit Lumut Balai) یک آتشفشان چینه‌ای در اندونزی است که در سوماترا واقع شده‌است. بوکیت لوموت بالای ۲٬۰۵۵ متر بالاتر از سطح دریا واقع شده‌است.